# Lac Lakelse
Le lac Lakelse est un plan d'eau naturel situé dans le bassin de la rivière Lakelse, un petit affluent de la Skeena, dans le district régional de Kitimat-Stikine de la province canadienne de Colombie-Britannique. Deux parcs provinciaux bordent le lac. Une station balnéaire et thermale occupe une grande partie des rives.

## Toponymie
Le nom provient d'une anglicisation du terme "Lax Gyels", issu du sm’algyax, une langue autochtone du groupe tshimshian, désignant une moule d'eau douce présente dans le lac. Le terme est attesté dès les années 1910,.

## Hydrographie

### Morphologie
Le lac occupe 13,6 km2 au sud de l'intersection de la vallée de la Skeena et de la dépression tectonique de Kitimat-Kitsumkalum. Le lac s'étend en longueur sur 8,5 km et en largeur sur 1 à 2 km environ. Il est grossièrement orienté nord-ouest/sud-est dans le sens de la dépression de kitimat-Kitsumkalsum. Il s’établit à 72 m d'altitude, sa profondeur moyenne est de 8,5 m et sa profondeur maximale de 32 m (au centre du bassin nord), pour un volume de 115 millions de m3.

### Origine
Il y a 50 millions d'années, le fossé tectonique de Kitimat-Kitsumkalum se met en place lors d'une phase de décompression. La période entre -12 500 et -11 000 ans est marquée par le retrait d'un ancien glacier en deux étapes conduisant à la formation de deux deltas marins de front de glacier, au sud et au nord-est du lac actuel. Ce sont ces deux anciens fronts de glaciers qui isolent aujourd'hui le bassin du lac à l'intérieur de la dépression de Kitimat-Kitsumkalum. Le retrait de la mer lié au rebond isostatique jusqu'à son niveau actuel s'achève vers -9 000 ans,.

### Hydrologie
Son bassin d'alimentation qui s'étend sur 380 km2, est drainé par plusieurs torrents, dont le Williams, le Schulbuckhand et le Hatchery. Le trop-plein est évacué vers le nord-ouest par la rivière Lakelse, un petit affluent, de 18 km de long, de la Skeena. Le renouvellement des eaux du lac est très rapide entre 5 et 6 fois par an. Ce renouvellement est accéléré au printemps et en été avec la fonte des neiges sur les sommets du bassin hydrographique. Le gradient de température du lac en été est marqué par des eaux chaudes en surface: 22°C jusqu'à 8 ou 10 m de profondeur. Entre 10m et 18m de profondeur la température diminue pour se stabiliser à 10°C. À proximité des rives du lac jaillissent de nombreuses sources chaudes dont la température peut s'élever à 89 °C. Ce sont les plus chaudes du Canada,.

## Écologie

### Parcs naturels
Deux parcs provinciaux bordent le lac. Ils ont la particularité d'abriter des boisements anciens non affectés par les coupes de bois.
Le parc provincial du lac Lakelse (Lakelse Lake Provincial Park) est créé en mars 1956. Il est constitué de deux aires séparées situées, l'une au nord et l'autre à l'est du lac. Il occupe une surface de 350 ha dont 314 ha terrestres et 36 ha lacustres. Ce parc à une vocation récréative. Il dispose d'un camping et d'accès aux plages pour la baignade, la pêche et les sports nautiques. Il est sillonné de sentiers de randonnée.
Le parc provincial des marais du lac Lakelse (Lakelse Lake Wetlands Provincial Park) est créé en mai 2004. Il s'étend sur 1 214 ha au sud du lac dont 1105 ha terrestres et 109 ha lacustres. Ce parc à une vocation de sauvegarde plus prononcée et dispose de peu d'aménagements. Il est ouvert à la randonnée. Ce marais bénéficie de sources chaudes. Les torrents alimentés par ces sources ne gèlent pas en hiver.

### Flore
La flore est dominée dans les zones bien drainées par trois grand conifères sempervirents: l'Épicéa de Sitka (Picea sitchensis), le Cèdre rouge de l'ouest (Thuja plicata) et la Pruche de l'ouest (Tsuga heterophylla). On les retrouve y compris dans les marais mais l'Épicéa de Sitka y cède sa place au Pin tordu (Pinus Contorta) où ils forment des peuplements clairsemés. Pour l'étage inférieur des marais on y note entre autres des Droséras, plantes carnivores, une orchidée blanche (Plalanthera dilatata) ou encore la Lycopode des tourbières (Lycopodiella inundata). L'accumulation de tourbe peut atteindre 1 m avec une nappe phréatique à 20 cm de la surface du sol. La partie lacustre du parc des Marais du lac Lakelse contient la plus grande prairie aquatique conservée du lac avec un peuplement important de Prêle des eaux (Equisetum fluviatile) et de Roseaux, plantes semi-immergées. La strate arbustive est abondante dans les zones humides. Elle comprend le Bois piquant (Oplopanax horridus), la Ronce remarquable (Rubus spectabilis), l'Airelle à feuille ovale (Vaccinium ovalifolium) ou encore le Pommetier du Pacifique (Malus fusca).

### Faune
La faune piscicole comprend trois Salmonidés: la Truite arc-en-ciel (Oncorhynchus mykiss), le Saumon argenté (Oncorhynchus kisutch) et le Saumon rouge (Oncorhynchus nerka). Le Saumon rouge dont plus de 500 000 individus remontent typiquement frayer dans le bassin du lac Lakelse a connu une réduction drastique de ces effectifs migrateurs sous les 10 000 individus. Parmi les animaux aquatiques on compte une Moule d'eau douce (Anodonta kennerlyi), Mollusque filtreur.
La faune comprend des oiseaux aquatiques comme les oies et les canards qui profitent des marais et des roselières. Certains sont migrateurs et d'autres hivernent tel le Cygne trompette (Cygnus buccinator), espèce classée menacée qui niche dans les marais.
Les environs du lac sont fréquentés par une faune mammaliennes sauvage diversifiée. Pour les Ours au régime omnivore (fruits, saumons) on note  le Grizzli (Ursus arctos) ou l'Ours Noir (Ursus americanus) y compris une variété à pelage clair appelé Ours de Kermode. Chez le grands carnivores on peut rencontrer le Loup (Canis Lupus), le Coyote (Canis latrans) ou le Cougar (Puma concolor). Pour les herbivores remarquable on peut citer l'Élan (Alces alces)  et le Castor du Canada (Castor canadensis),.

## Risques naturels
La région du lac Lakelse est sujette à des glissements de terrain. Ceux-ci affectent les sédiments glacio-marins, mal consolidés, datant de la dernière glaciation, qui flanquent les montagnes environnantes. Ils laissent des escarpements caractéristiques dans le paysage. Les deux derniers glissements datent de mai et juin 1962. Des études acoustiques des sédiments du lac ont permis de dénombrer 10 glissements de terrain ayant terminé leur course dans le lac y compris celui de juin 1962.

## Station balnéaire et thermale

### Histoire
Les Tshimshians, peuple autochtone de la région du lac Lakelse, fréquentent les sources chaudes avant l'arrivée des Européens. Ils leur attribuent des vertus thérapeutiques. En 1910, un établissement de bains avec hôtel-restaurant est créé sur les sources situées au sud-est du lac, proche de la route de Kitimat. Il bénéficie de la proximité de la gare ferroviaire de Terrace. Au voisinage existent déjà des stations d'alevinage de saumon. Entre 1919 et 1936 le gouvernement canadien gère une écloserie de Saumon sur le torrent Hatchery au sud-est du lac. En 1936, l'établissement de bains ferme. En 1958, le site est racheté et devient un complexe touristique à vocation essentiellement récréative mais aussi thérapeutique. Il comprend : hôtel, restaurant, piscines et bains et même une station de ski. En 1978, ce deuxième établissement ferme, devenant la propriété du gouvernement provincial. En 1985, un nouvel investisseur développe un nouveau parc aquatique avec hôtel et restaurant. Il reste inachevé et partiellement fermé,. En parallèle à ces activités économiques, se développe un village de résidences d'été considéré à partir de 1967 comme une localité avec une population permanente.

### Urbanisme
Sur les rives du lac s'est constituée une petite agglomération peu dense : Lakelse Lake, cité balnéaire et thermale. Elle comprend outre de nombreuses villas, des campings, un village de vacances ainsi qu'un établissement thermal. De nombreux pontons, quai, cale de mise à l'eau voire un petit port facilitent les activités nautiques. La station est fréquentée par des visiteurs venus de la région de Terrace-Kitimat-Prince-Rupert essentiellement pour la baignade et le pique-nique.

### Administration
Lakelse Lake ne constitue pas une municipalité incorporée. Il fait partie de l'aire électoral C qui éli un membre au directoire du district régional de Kitimat-Stikine. Le district régional dispose des compétences municipales. Depuis 1979, un arrêté du district régit les règles d'urbanisme et délimite la localité. Depuis 2010 existe une commission consultative de planification (Advisory Planning Commission for Lakelse Lake) dont les membres sont nommés pour 2 ans par le bureau du district régional de Kitimat-Stikine. Cette commission compte 7 membres maximum dont au moins 4 sont des résidents permanents de la localité. Cette commission est compétente en matière d'urbanisme.

### Accès
L'accès se fait grâce à la route interprovinciale 37  qui relie Terrace au nord à Kitimat au sud en passant par Lakelse Lake. Elle passe à l'est du lac et des quartiers de la rive orientale. Une route secondaire s'embranche sur la route 37 au nord du lac et dessert les quartiers de l'ouest du lac. La localité se trouve à une vingtaine de kilomètres du centre de Terrace, la capitale du district régional, et à une quinzaine de kilomètres de l'aéroport de Terrace qui dispose de liaisons quotidiennes pour Vancouver ou Prince-George. La ligne de chemin de fer du Canadien National qui passe au sud du lac n'a pas de desserte locale toutefois la gare de Terrace est desservie par des lignes passagers.